# Сан Марко (Салерно)
Сан Марко (итал. San Marco) је насеље у Италији у округу Салерно, региону Кампанија.
Према процени из 2011. у насељу је живело 1609 становника. Насеље се налази на надморској висини од 29 м.